# Charles Addams
Charles Samuel Addams (Westfield, 7 de janeiro de 1912 — Nova Iorque, 29 de setembro de 1988) foi um cartunista norte-americano conhecido por seus personagens macabros e por seu humor pouco convencional. 
Ficou conhecido por ter criado A Família Addams, baseados em alguns personagens recorrentes de suas tirinhas. A família tornou-se famosa nas tirinhas do jornal The New Yorker e ganharam série de TV, musical e filmes para o cinema.

## Biografia
Addams nasceu em Westfield, no estado de Nova Jérsei, em 1912. Era filho de Grace M. Addams (1879–1960) e Charles Huey Addams (1882–1963), um executivo de uma fabricante de pianos formado em arquitetura, conhecido pela vizinhança por ser pouco confiável e mal-humorado. Addams era parente distante dos ex-presidentes norte-americanos John Adams e John Quincy Adams, além de ser primo em primeiro grau da ativista Jane Addams e do produtor de TV John Addams Harper.
Expressando um talento para o desenho desde criança, seu pai o encorajava a desenhar e Addams fez cartoons para a revista literária de sua escola de ensino médio, a Weathervane. Entre 1929 e 1930, ele estudou na Colgate University. Entre 1930 e 1931 estudou na Universidade da Pensilvânia, onde o prédio de belas artes leva seu nome. Entre 1931 e 1932, estudou na Grand Central School of Art, na cidade de Nova Iorque.
Em 1933, Addams entrou para o departamento de layout da revista True Detective, onde retocava fotos de cadáveres que apareceriam em publicações. Em 6 de fevereiro de 1932, ele publicou seu primeiro trabalho pela revista The New Yorker. A partir daí, suas tirinhas passaram a ser frequentes na revista, principalmente a partir de 1937, quando ele desenhou a primeira tirinha da série que seria chamada de A Família Addams. De 1937, até sua morte, Addams foi freelancer na revista.
Durante a Segunda Guerra Mundial, Addams trabalhou para o estúdio Kaufman Astoria, em Nova Iorque, animando filmes de treinamento do Exército dos Estados Unidos. No final de 1942, conheceu sua primeira esposa, Barbara Jean Day. O casamento acabou oito anos depois porque Addams não gostava de crianças e Barbara queria adotar uma, o que ele não aceitou. Addams se casou com sua segunda esposa, Estelle B. Barb, em 1954, uma advogada, que foi a responsável por controlar as franquias de A Família Addams na televisão e no cinema, tendo persuadido o marido a lhe ceder outros controles legais sobre seu espólio.
A série de TV de A Família Addams começou depois que o produtor David Levy procurou Addams, que se envolveu na produção, dando nomes aos personagens e dando-lhes mais características que os atores pudessem usar em cena. A série foi ao ar pela emissora ABC por duas temporadas, de 1964 a 1966.
Addams se casaria uma terceira vez, agora com Marilyn Matthews Miller, em um cemitério de animais. Em 1985, os Addams se mudaram para Sagaponack, no estado de Nova Iorque, onde chamaram sua propriedade de "O Pântano".

## Morte

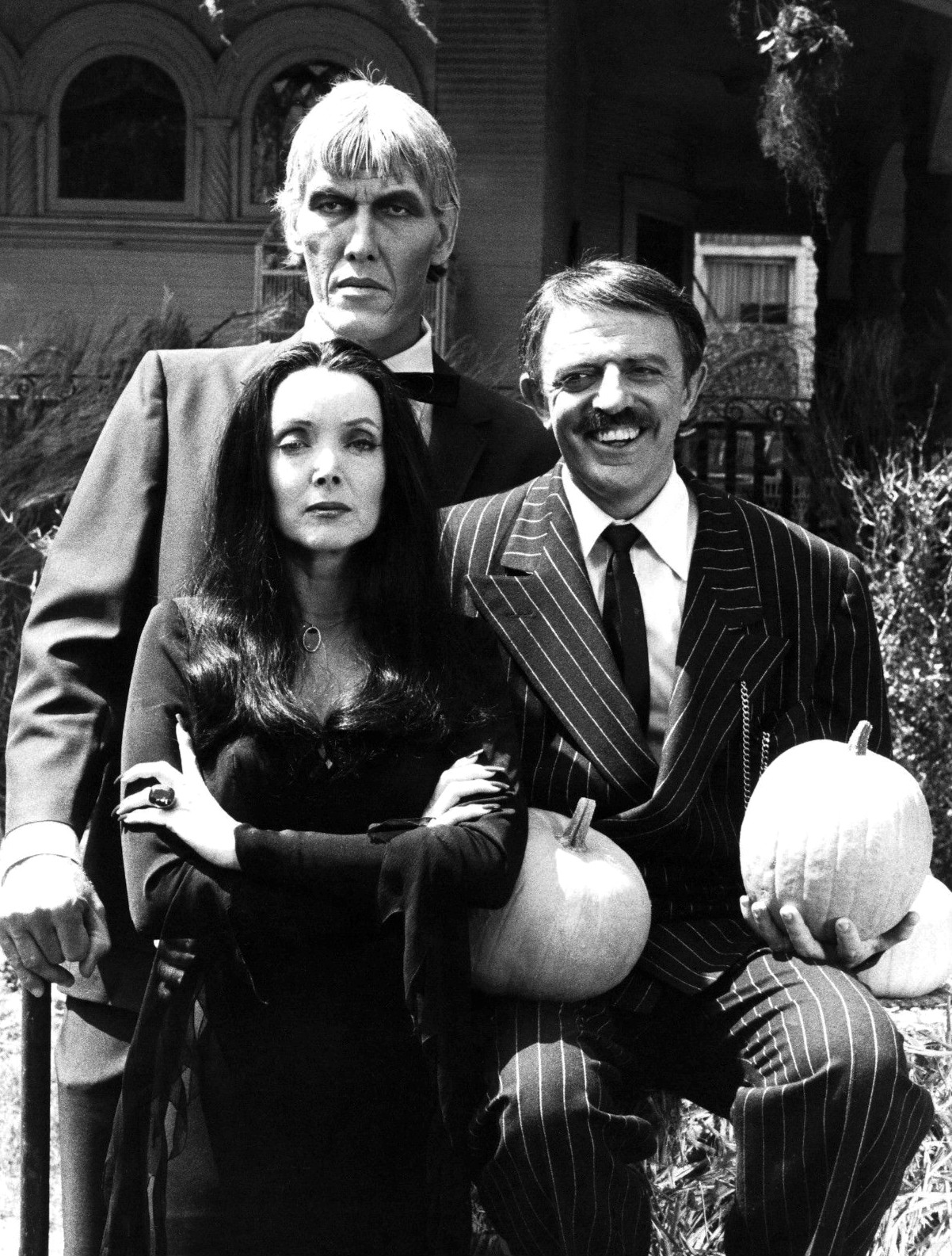
Tropeço, Mortícia e Gomez Addams, na série de TV da década de 1960

Addams estava estacionando seu carro quando teve um infarto. Ele foi socorrido e levado ao pronto-socorro do hospital Saint Clare, em Manhattan, mas não resistiu e morreu em 29 de setembro de 1988, aos 76 anos. A seu pedido, foi feita uma vigília, ao invés de um funeral. Ele foi cremado e suas cinzas foram sepultadas no cemitério de animais de sua casa, chamada de "O Pântano".

### Por Addams
Livros de desenhos de Addams ou ilustrados por ele:
- (ilustrações) But Who Wakes the Bugler? (1940) por Peter DeVries
- Drawn and Quartered (1942), primeira antologia de desenhos (Random House)
- Addams and Evil (1947), segunda antologia de desenhos, (Simon e Schuster)
- (ilustrações) Afternoon in the Attic (1950), a antologia de contos de John Kobler
- Monster Rally (1950) terceira antologia de desenhos (Simon & Schuster)
- (ilustração da capa) The Compleat Practical Joker (1953) de H. Allen Smith
- Homebodies (livro) (1954) quarta antologia de desenhos (Simon & Schuster)
- Nightcrawlers (1957), quinta antologia de desenhos (Simon & Schuster)
- Dear Dead Days: A Family Album (1959), livro de compilações de fotos (GP Putnam & Sons)
- Black Maria (1960), sexta antologia de desenhos (Simon & Schuster)
- Drawn and Quartered (1962) relançado (Simon & Schuster)
- The Groaning Board (1964), sétima antologia de desenhos (Simon & Schuster)
- The Chas Addams Mother Goose (1967) Windmill Books; reeditado com material adicional 2002
- My Crowd (1970), oitava antologia de desenhos (Simon & Schuster)
- Favourite Haunts (1976), nona antologia de desenhos (Simon & Schuster)
- Creature Comforts (1981), décima antologia de desenhos (Simon & Schuster)
- The World of Charles Addams , de Charles Addams (1991), postumamente compilado de obras com direitos autorais de propriedade de sua terceira esposa, Marilyn Matthews "Tee" Addams (Knopf) ISBN  0-394-58822-3
- Chas Addams Half-Baked Cookbook: Culinary Cartoons for the Humorously Famished , de Charles Addams (2005), antologia de desenhos (Simon & Schuster) ISBN 0-7432-6775-3
- appily Ever After: A Collection of Cartoons to Chill the Heart of Your Loved One, de Charles Addams (2006), antologia de desenhos (Simon & Schuster) ISBN 978-0-7432-6777-9
- The Addams Family: An Evilution (2010), sobre a evolução dos personagens da The Addams Family (organizado por H. Kevin Miserocchi) ISBN 978-0-7649-5388-0